# Урсоая (Кагульский район)
Урсоая (рум. Ursoaia) — село в Кагульском районе Молдавии. Наряду с сёлами Лебеденко и Хутулу входит в состав коммуны Лебеденко.

## География
Село расположено на высоте 79 метров над уровнем моря.

## Население
По данным переписи населения 2004 года, в селе Урсоая проживает 1263 человека (621 мужчина, 642 женщины).
Этнический состав села:
| Национальность | Число жителей | Процентный состав |
| -------------- | ------------- | ----------------- |
| молдаване      | 727           | 57.56             |
| болгары        | 483           | 38.24             |
| русские        | 23            | 1.82              |
| украинцы       | 20            | 1.58              |
| гагаузы        | 4             | 0.32              |
| цыгане         | 2             | 0.16              |
| прочие         | 4             | 0.32              |
| Всего          | 1263          | 100 %             |